# Distrito de Champhai
Champhai (en hindi; चम्फाई जिला ) es un distrito de India en el estado de Mizoram . 
Comprende una superficie de 3 186 km².
El centro administrativo es la ciudad de Champhai.

## Demografía
Según censo 2011 contaba con una población total de 125 370 habitantes.